# Polskie Radio Rytm
Polskie Radio Rytm – była rozgłośnia radiowa o profilu muzyczno-informacyjnym, należąca do Polskiego Radia, obecnie kanał internetowy Polskiego Radia. Jako rozgłośnia radiowa, stacja działała na mocy koncesji z 2013 roku. Nie emitowała reklam. Stacja była dostępna wyłącznie cyfrowo – poprzez systemy DAB+ I HbbTV oraz transmisję w Internecie. Początkowo PR Rytm emitowała własne serwisy informacyjne 15 i 45 minut po pełnej godzinie, później w połówce godziny łączyła się z Polskim Radiem 24 przekazując serwis informacyjny tej stacji, następnie zastąpiono je serwisami IAR.
Pierwotnie, stacja emitowała muzykę nowoczesną (polską i zagraniczną). Na początku stycznia 2017 roku profil rozgłośni został zmieniony – od tego czasu emitowane są wyłącznie polskie piosenki z całego przekroju historii muzyki oraz wybrane materiały archiwalne dotyczące muzyki polskiej.
We wrześniu 2017 roku pojawiły się informacje, że Polskie Radio Rytm na początku października zostanie zastąpione przez Polskie Radio Chopin. 9 listopada 2017 roku, po godzinie 23:00, stacja zakończyła nadawanie w systemie DAB + na rzecz Radia Chopin.
Obecnie Polskie Radio Rytm nadaje jako kanał internetowy w serwisie moje.polskieradio.pl. Stacja nie emituje serwisów informacyjnych, a jedynie polską muzykę.